# Paul Saintenoy
Pour les articles homonymes, voir Saintenoy.

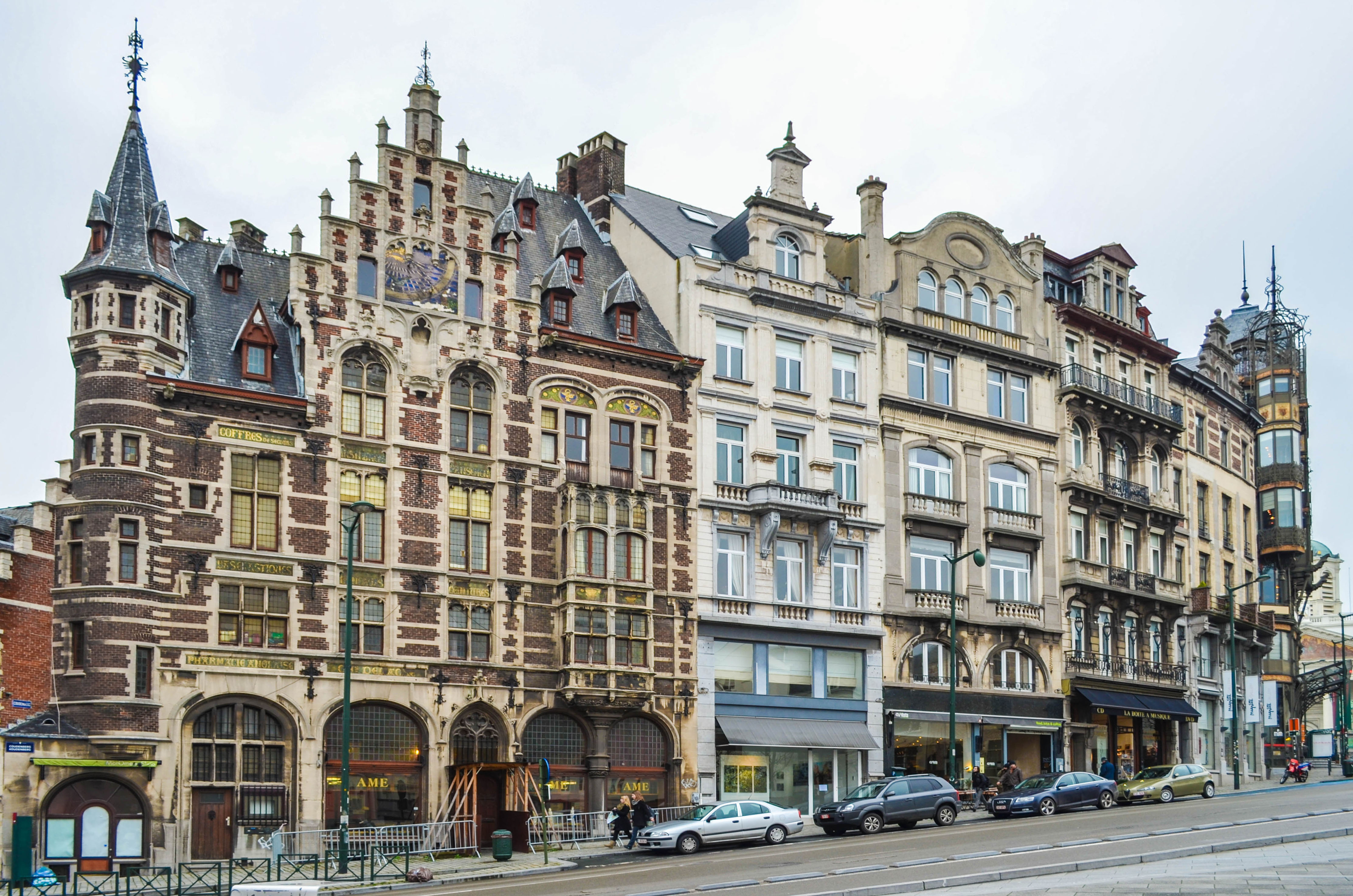
Bruxelles, rue Montagne de la Cour : la Pharmacie Delacre (à gauche). À droite, l’immeuble Old England (1898-1899).

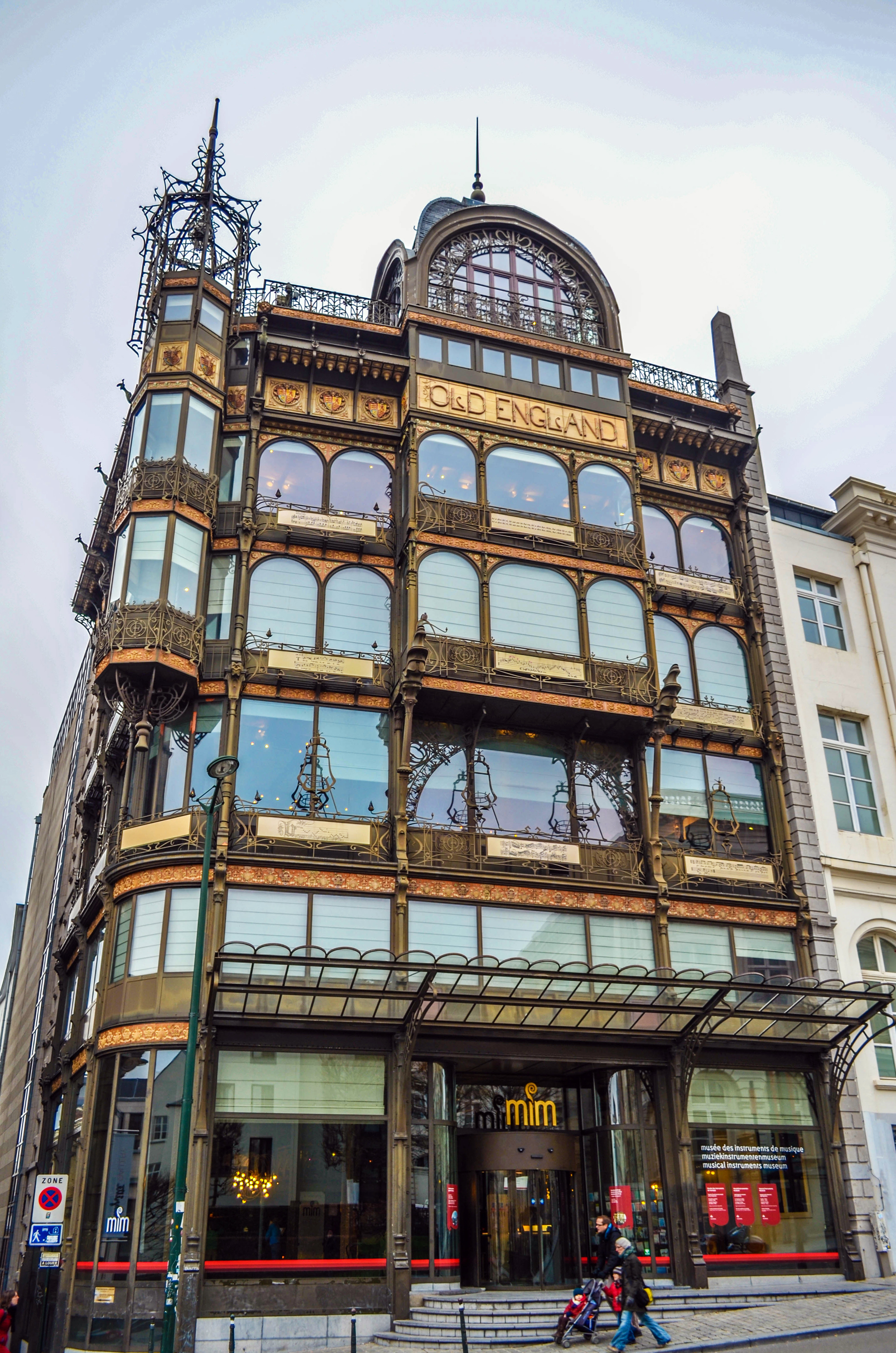
Old England (1898-99)

Paul Saintenoy né le 19 juin 1862 à Ixelles (Bruxelles) et mort le 18 juillet 1952 à Ixelles est un architecte, enseignant, historien de l'architecture et écrivain belge.

## Biographie
Paul Saintenoy, né le 19 juin 1862 à Ixelles (Bruxelles), est le fils de Gustave Saintenoy, et petit-fils maternel de Jean-Pierre Cluysenaar, tous deux architectes. Il était marié avec Louise Ponselet avec qui il a eu deux enfants. 
Il commence l'étude de l'architecture à l'Académie royale des beaux-arts d'Anvers en 1881, où il sera marqué par les recherches de Joseph Schadde, puis  retourne à Bruxelles pour compléter sa formation en compagnie de Victor Horta et de Paul Hankar, il est fortement influencé par l'Art nouveau, mais également par Viollet-le-Duc au début de sa carrière. 
Il commence une carrière d’enseignant en 1910 à l’Académie royale des beaux-arts de Bruxelles en tant que professeur d’histoire de l’architecture, fonction qu'il exercera une trentaine d'années. 
Suivant en cela son père Gustave, Paul Saintenoy est l'architecte de la famille royale belge, d'abord au service de Philippe, comte de Flandre et ensuite pour le domaine privé du roi Léopold II.
À la fin de la Première Guerre mondiale, Saintenoy était membre de la Commission royale des Monuments et des Sites où il a joué un rôle important dans la reconstruction de la Belgique après-guerre. Il  deviendra vice-président de cette commission.
Esprit éclectique et d'une grande érudition, il s'implique dans une série d'organismes et d'associations nationales et internationales ayant un lien avec l'art au sens large : l'architecture, l'archéologie, le patrimoine et la littérature. Il est nommé président de l’Académie royale des beaux-arts de Bruxelles, membre de l'Institut de France et de l'Académie des beaux-arts de Milan. Intéressé par l'archéologie, il  occupe un temps le poste de président puis, à partir de 1939, de secrétaire général de la Société royale d’archéologie de Bruxelles. Il a également présidé le Cercle Artistique et Littéraire de Bruxelles. Il était aussi administrateur de la société des Galeries royales Saint-Hubert, dont son grand-père maternel Jean-Pierre Cluysenaar en avait été le concepteur et l'architecte, avec Jean André De Mot pour le côté financier. Une plaque de bronze commémorative apposée en 1947 dans les Galeries pour le centenaire de l'inauguration de celles-ci en témoigne. 
Paul Saintenoy est mort le 18 juillet 1952 et a été inhumé dans le cimetière d'Ixelles, commune du sud de Bruxelles.

## Réalisations

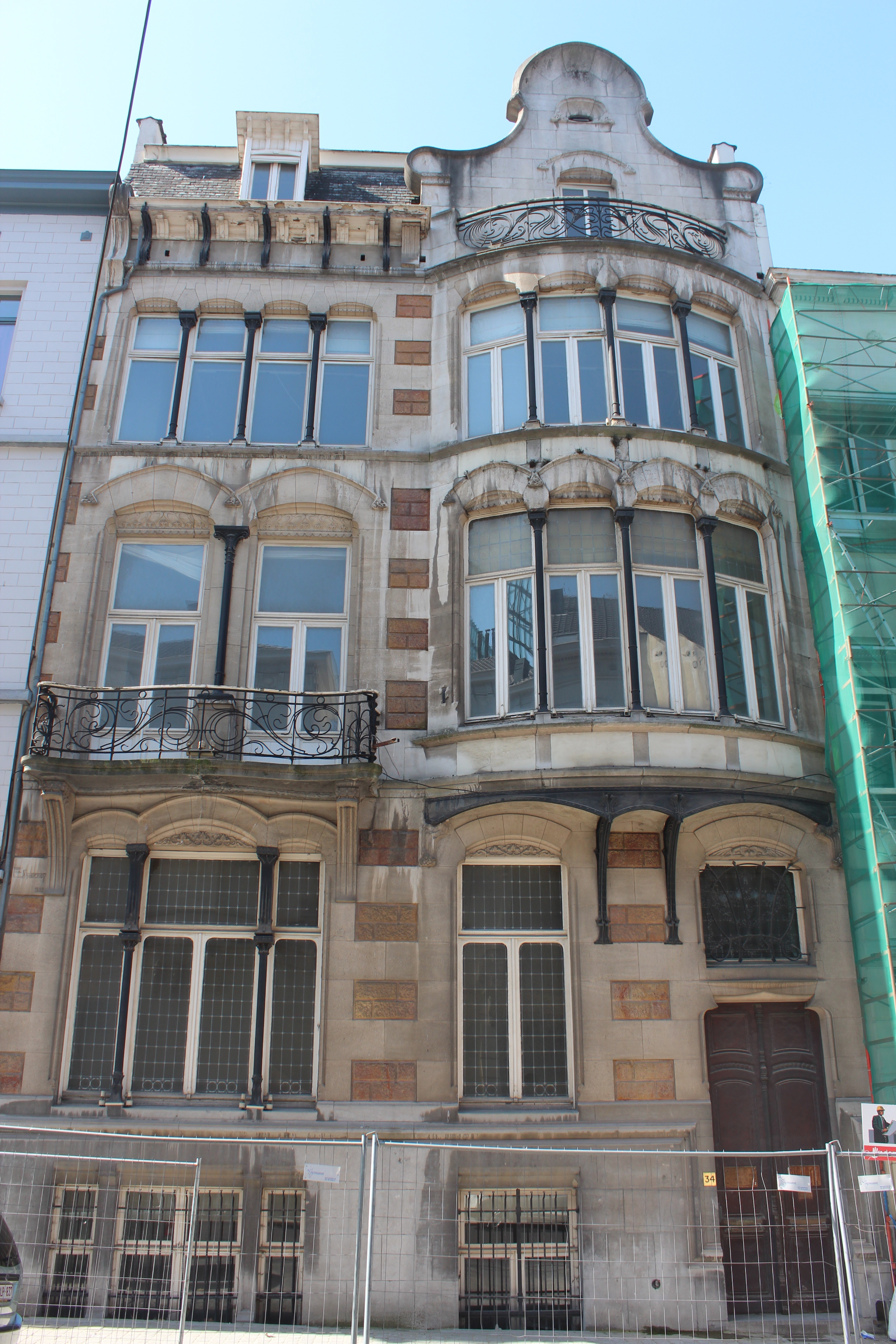
Maison de J. Van Ophem (1900)

- Rénovation de l'hôtel Ravenstein (1894), 1-3 rue Ravenstein (hôtel du XVIe siècle) Bruxelles-ville.
- Pharmacie Delacre (1895), néorenaissance, néogothique, 64-66 Montagne de la Cour (à côté de l'Old England) Bruxelles-ville.
- Des améliorations à sa maison personnelle[4] (qui préexistait), rue de l'Arbre Bénit n° 123, à Ixelles.
- Annexe art nouveau des grands magasins Old England, 2 rue Montagne de la Cour, Bruxelles-ville (1898-1899). Il y exprime sa modernité par l'utilisation du fer et du verre qui permettent de dégager l'espace et d'y faire entrer un maximum de lumière. (Les anciens magasins de la marque Old England, complètement rénovés, abritent depuis l'année 2000 le musée des instruments de musique de Bruxelles.)
- Hôtel Baron Lunden, 81 avenue Louise, Bruxelles-ville (1898).
- Maison Losseau, 37 rue de Nimy, Mons (1899).
- Maison particulière au 34, rue du Taciturne, Bruxelles-ville, commandé par J. Van Ophem (1900).
- Immeuble à appartements à l'angle de la rue Antoine Dansaert et de la rue de la Clé[5] à Bruxelles (1901).
- Château Le Fy à Esneux (1904-1905).
- Palais de justice de Binche.
- Aile Nord-Est du Château de Fooz à Wépion, Namur.
- Gare du Nord à Bruxelles : tour de l'horloge et salle des guichets (1952-1956).

## Publications
La bibliographie de Paul Saintenoy est trop longue pour être citée en entier ci-après. Elle comprend des études et des notes d’érudition sur l’architecture, l’archéologie, la sculpture, la tapisserie, des biographies d’artistes et d’architectes, des réflexions sur l’architecture, etc., mais parmi ses œuvres majeures, citons : 
- Prolégomènes à l'étude de la filiation des formes des Fonts baptismaux depuis les Baptistères jusqu'au XVIe siècle, dans les Annales de la Société royale d'Archéologie de Bruxelles, vol. V, 1891, et Notes additionnelles, vol VXII.
- Le statuaire Jan Mone, Jehan Money, maître-artiste de Charles-Quint, sa vie, ses œuvres, dans les Mémoires de l'Académie royale de Belgique, Classe des Beaux-Arts, Collection in-4°, deuxième série, Tome II, fasc. 2, Bruxelles, 1931.
- Les Arts et les artistes à la Cour de Bruxelles. Leur rôle dans la construction du château ducal de Brabant sur le Coudenberg de 1120 à 1400 et dans la formation du Parc de Bruxelles, Ibidem, deuxième série, Tome II, fasc. 3, Bruxelles, 1932.
- Les Arts et les artistes à la Cour de Bruxelles. Le Palais des ducs de Bourgogne sur le Coudenberg à Bruxelles. Du règne d'Antoine de Bourgogne à celui de Charles Quint, Ibidem., deuxième série, Tome V, fasc. 1, Bruxelles, 1934.
- Les Arts et les artistes à la Cour de Bruxelles. Le Palais royal du Coudenberg. Du règne d'Albert et Isabelle à celui d'Albert Ier, roi des Belges, Ibidem, deuxième série, Tome VI, fasc. 2, Bruxelles, 1935.

## Origines familiales et famille
Le grand érudit qu’est Paul Saintenoy appréciait également la science qu’est la généalogie et avait lui-même établi ses origines agnatiques publiées en 1911 , dont nous extrayons les quelques renseignements suivants pour les générations le plus proches :
Dans le dernier quart du XVIIe siècle, Guillaume Saintenois, bourgeois de Saint-Ghislain, que l’on voit mentionné dans les archives des Sœurs augustines de Saint-Ghislain pour le rachat d’une rente, était établi à Saint-Ghislain, petite ville située à une dizaine de kilomètres de Mons. De son épouse, Jeanne Catherine Clabeau, il eut plusieurs enfants dont Jean-Baptiste Saintenois, né à Saint-Ghislain et qui y mourra dans la fleur de l’âge, à 34 ans en 1716. Celui-ci avait épousé à Saint-Ghislain en 1710 Anne Catherine Quenon.
Du bref mariage de Jean-Baptiste Saintenois naîtront plusieurs enfants à Saint-Ghislain et notamment Gilles Joseph Saintenois en 1712, qui épousa à Saint-Ghislain en premières noces Marie Louise Botte en 1731. Le curé qualifiera dans son acte d’inhumation à Saint-Ghislain en 1768 Joseph Saintenois de Lieutenant au Service des Etats généraux.
François Joseph Bernard Saintenois, fils puîné de Gilles Joseph et de Marie Louise Botte, baptisé en 1734 à Saint-Ghislain, quittera sa petite ville natale pour s’établir à Bruxelles comme maître épicier. Il en obtint la bourgeoisie en 1761, peu avant son mariage le 9 août 1761 à Sainte-Gudule  avec sa première épouse Cécile Thomas. Veuf de celle-ci en 1770, il se remaria le 7 janvier 1777 à Notre Dame de la Chapelle à Marie Van de Laer, et mourut en 1793 en son domicile de la rue Chant d’Oiseaux, une rue reliant alors la rue Neuve à la rue de la Fiancée, en la paroisse de Notre Dame du Finistère. Il était alors employé à la monnaie et n'était plus épicier, comme le précise l'acte de décès de sa femme en l'an XIII à Bruxelles. Cet emploi au Théâtre de la Monnaie pourrait ainsi expliquer la vocation artistique de son fils, ci-après.   
C’est du second mariage de François Bernard Saintenoy que naquit Jean François Saintenoy à Bruxelles, paroisse Notre-Dame de la Chapelle, en 1778. Il embrassa la carrière de musicien. La cinquantaine déjà bien entamée, il épousa à Bruxelles en 1831 Jeanne Marie Thérèse Dussaert, née en 1799 à Bruxelles, marchande, et fille d’un marchand de vin bruxellois d'origine anversoise venu s'établir à Bruxelles en 1794. Jean François Saintenoy est mort à Bruxelles le 7 novembre 1850.
Le fils de Jean François et Jeanne Dussaert, Gustave Jean Jacques Saintenoy, né à Bruxelles en 1832, sera un architecte renommé et épousera à Bruxelles en 1861 Adèle Clotilde Cluysenaar, née à Bruxelles en 1834, la fille de l’architecte Jean-Pierre Cluysenaar qui était notamment le créateur des superbes Galeries royales Saint-Hubert. Gustave mourra à Schaerbeek en 1892. 
Installés à la place de Londres à Ixelles, Gustave Saintenoy et sa jeune épouse auront comme premier enfant en 1862, Paul Pierre Jean Saintenoy, né au domicile parental. Un frère puîné, Gustave, né en 1864 au domicile parental également, sera artiste peintre et peintre décorateur. Un second frère, Victor, âgé de 22 ans en 1894, sera candidat notaire.
Paul Saintenoy épousera en 1894 à Anderlues Louise Ponselet, y née en 1873, fille de Victor Ponselet, un industriel en brasserie et malterie, et d’Aurore Pourbaix. Il eut deux enfants de son mariage, et à chaque fois, Paul Saintenoy fit appel à des amis architectes pour la déclaration de naissance :
- Jacques Lucien Clotilde Gustave Victor Saintenoy, né à Ixelles[29] le 31 janvier 1895, dont la naissance fut témoignée par les architectes Alphonse Groothaert, domicilié à Ixelles, et Joseph Diellier, domicilié à Saint-Josse-ten-Noode. Jacques Saintenoy sera lui-même architecte, et l'élève de l'architecte Gustave Umbdenstock. Il sera notamment l'architecte d'immeubles de rapport[30] et particulièrement de l'immeuble moderniste d'inspiration "Paquebot" du n° 34 de l'avenue Franklin Roosevelt - angle de l'avenue Jeanne - de 1935 à 1936. Il épouse en 1926 à Ixelles Simone Van den Perre. Il est mort en 1947. Sa veuve épousera en secondes noces Léon Verhaegen,
- Marguerite Jacqueline Charlotte Flore Saintenoy, née à Ixelles[31] le 12 mars 1900, dont la naissance fut témoignée par les architectes Robert Clabaut[32]  et Charles Bourgeois, tous deux domiciliés à Ixelles. Elle épousera à Ixelles en 1924 Pierre Pucheu, administrateur de sociétés et homme politique français, que ses convictions et les vicissitudes de temps troublés entraînèrent vers un funeste destin.

Les dernières années de Paul Saintenoy furent assombries par plusieurs décès : outre son beau-fils en 1944, son fils Jacques en 1947, puis son épouse Louise quelques semaines après ce dernier. Il mourut en 1952 et fut inhumé au cimetière d'Ixelles.

## Distinctions[33]
- Grand officier de l'ordre de Léopold attribué par le régent Charles de Belgique (en 1946) ;
- Grand officier de l'ordre de la Couronne ;
- Chevalier de la Légion d'honneur.